# Neoclarkinella punctata
Neoclarkinella punctata är en stekelart som beskrevs av Ahmad, Pandey, Haider och Shuja-uddin 2005. Neoclarkinella punctata ingår i släktet Neoclarkinella och familjen bracksteklar. Inga underarter finns listade i Catalogue of Life.